# Symphlebia suanos
Symphlebia suanos là một loài bướm đêm thuộc phân họ Arctiinae, họ Erebidae.